# Castelnuovo della Daunia
Castelnuovo della Daunia é uma comuna italiana da região da Puglia, província de Foggia, com cerca de 1.763 habitantes. Estende-se por uma área de 61 km², tendo uma densidade populacional de 29 hab/km². Faz fronteira com Casalnuovo Monterotaro, Casalvecchio di Puglia, Lucera, Pietramontecorvino, San Giuliano di Puglia (CB), Santa Croce di Magliano (CB), Torremaggiore.

## Demografia
| Variação demográfica do município entre 1861 e 2011                               |
|                                                                                   |
| Fonte: Istituto Nazionale di Statistica (ISTAT) - Elaboração gráfica da Wikipedia |